# Аршба, Владимир Вартанович
Владимир Вартанович Аршба (1912 год, село Ткварчели, Сухумский округ, Кутаисская губерния, Российская империя — неизвестно, Ткварчели, Очемчирский район, Абхазская АССР, Грузинская ССР) — бригадир колхоза имени Сталина Очемчирского района, Абхазская АССР, Грузинская ССР. Герой Социалистического Труда (1948).

## Биография
Родился в 1912 году в крестьянской семье в селе Ткварчели (сегодня — город).
После получения начального образования трудился в личном хозяйстве своего отца Вартана Мутовича Аршбы. Во время коллективизации одним из первых вступил в местный колхоз имени Сталина (позднее — имени Ленина) Очемчирского района, председателем которого с 1939 года был Мушни Тарашович Аршба. В послевоенные годы возглавлял табаководческую бригаду, которая соревновалась с бригадой Гиджа Догуа.
В 1947 году бригада под его руководством собрала в среднем с каждого гектара по 12 центнеров табака на участке площадью 6 гектаров. Указом Президиума Верховного Совета СССР от 21 февраля 1948 года удостоен звания Героя Социалистического Труда за «получение в 1947 году высокого урожая сортового зелёного чайного листа и табака» с вручением ордена Ленина и золотой медали «Серп и Молот» (№ 638).
За выдающиеся трудовые достижения по итогам работы в 1948 году был награждён вторым орденом Ленина.
После выхода на пенсию проживал в Ткварчели. Дата его смерти не установлена.

## Награды
- Герой Социалистического Труда
- Орден Ленина — дважды (1948; 03.05.1949)